# Калмакское сельское поселение
Калмакское се́льское поселе́ние — муниципальное образование в Армизонском районе Тюменской области Российской Федерации.
Административный центр — село Калмакское.

## История
Статус и границы сельского поселения установлены Законом Тюменской области от 5 ноября 2004 года № 263 «Об установлении границ муниципальных образований Тюменской области и наделении их статусом муниципального района, городского округа и сельского поселения».

## Население
| 2010 | 2011 | 2012 | 2013 | 2014 | 2015 | 2016 |
| ---- | ---- | ---- | ---- | ---- | ---- | ---- |
| 740  | ↘739 | ↘712 | ↘701 | ↘669 | ↘668 | ↘642 |
| 2017 | 2018 | 2019 | 2020 | 2021 | 2023 |      |
| ↘641 | ↘636 | ↘620 | ↘606 | ↗609 | ↘595 |      |

## Состав сельского поселения
| № | Населённый пункт | Тип населённого пункта       | Население |
| - | ---------------- | ---------------------------- | --------- |
| 1 | Калмакское       | село, административный центр | ↘616      |
| 2 | Новорямова       | деревня                      | →124      |